# Alessio Proietti Colonna
Alessio Proietti Colonna (Roma, 7 de mayo de 1998) es un deportista italiano que compite en natación. Ganó una medalla de bronce en el Campeonato Europeo de Natación de 2018, en la prueba de 4 × 200 m libre.

## Palmarés internacional
| Campeonato Europeo | Campeonato Europeo    | Campeonato Europeo | Campeonato Europeo |
| Año                | Lugar                 | Medalla            | Prueba             |
| ------------------ | --------------------- | ------------------ | ------------------ |
| 2018               | Glasgow (Reino Unido) | Medalla de bronce  | 4 × 200 m libre    |